# گائو تیان‌یی
گائو تیانیی (انگلیسی: Gao Tianyi؛ زادهٔ ۱ ژوئیهٔ ۱۹۹۸) بازیکن فوتبال اهل چین است.
از باشگاه‌هایی که در آن بازی کرده‌است می‌توان به باشگاه فوتبال جیانگسو اشاره کرد.
وی همچنین در تیم ملی فوتبال چین بازی کرده‌است.